# عین رافا
عین رافا (به لاتین: Ein Rafa) یک منطقهٔ مسکونی در اسرائیل است که در منطقه شورایی ماتیه یهودا واقع شده‌است.